# گولد (دهانه)
گولد یک دهانه برخوردی در ماه‌ است.

## دهانه‌های اقماری
این دهانه ۹ دهانه اقماری دارد.
| Gould | عرض جغرافیایی | طول جغرافیایی | قطر          |
| ----- | ------------- | ------------- | ------------ |
| A     | ۱۹.۲° S       | ۱۷.۰° W       | ۳.۰ کیلومتر  |
| B     | ۲۰.۵° S       | ۱۸.۴° W       | ۳.۰ کیلومتر  |
| M     | ۱۷.۷° S       | ۱۷.۲° W       | ۴۱.۰ کیلومتر |
| N     | ۱۸.۴° S       | ۱۷.۶° W       | ۱۷.۰ کیلومتر |
| P     | ۱۸.۸° S       | ۱۶.۶° W       | ۸.۰ کیلومتر  |
| U     | ۱۸.۲° S       | ۱۴.۹° W       | ۲.۰ کیلومتر  |
| Y     | ۲۰.۶° S       | ۱۵.۸° W       | ۳.۰ کیلومتر  |
| X     | ۲۰.۹° S       | ۱۶.۹° W       | ۳.۰ کیلومتر  |
| Z     | ۱۹.۵° S       | ۱۵.۱° W       | ۲.۰ کیلومتر  |